# 多功ヶ原の戦い
多功ヶ原の戦い（たこうがはらのたたかい）は永禄元年5月29日（1558年6月15日）に下野国多功ヶ原で行われた合戦。

## 合戦以前の情勢
越後国の長尾景虎は関東出兵に乗り出す前に会津の蘆名盛氏と共謀し、下野国の宇都宮氏を攻めるよう示し合わせた。宇都宮氏は弘治3年（1557年）に重臣芳賀高定の尽力により、北条氏康や佐竹義昭らの協力を得て壬生綱雄に奪われていた宇都宮城を奪還したばかりであり、当主の宇都宮広綱も若く、不安定な時期であった。景虎は下野国の小大名佐野氏に宇都宮領に侵攻するよう出撃を命じ、下野国へ侵攻した。

## 合戦の経過
景虎ら長尾・佐野連合軍は宇都宮領へ侵攻する前に小山氏の祇園城へ侵攻し、当主小山高朝を一戦も交えずに降伏させた。その後は壬生氏の壬生綱雄が拠る壬生城を攻め落とし、宇都宮領の多功城へと進軍した。宇都宮勢は多功城主で宇都宮家中一の侍大将と評された多功長朝率いる多功勢と宇都宮家からの援軍の合計約2,000騎が迎え撃った。両軍は多功城下の多功ヶ原で激突した。長尾・佐野勢は佐野氏当主で先陣の佐野小太郎(佐野豊綱)を筆頭に多くの兵が討ち取られたため、景虎は兵を引き上げた。宇都宮勢の奮闘によりなんとか長尾・佐野勢を撃退できたが、多くの将が犠牲となった。6月上旬には多功長朝ら多功勢は敗走する長尾勢を追撃し、上野国白井まで攻め込み太田資正の仲介によって和睦した。

## 参戦武将
※ †　このマークが付いている人物はこの合戦で戦死した人物。

### 宇都宮軍

#### 多功軍
- 多功長朝

- 多功房朝
- 簗朝光
- 簗吉朝

- 石崎通季 †
- 上野祐朝
- 児山兼朝 †

- 野沢保辰 †
- 高木道重 †
- 木田淡路守

- 伊沢遠江守
- 橋本若狭守
- 青柳丹後守

- 坂治部
- 小菅隼人

#### 宇都宮家からの援軍
- 祖母井吉胤 †
- 矢板長則 †
- 芳賀氏
- 上三川氏

### 長尾・佐野連合軍

#### 先陣
- 佐野豊綱 †

#### 本隊
- 長尾景虎

## 合戦を巡る議論
郷土史研究家の恩田浩孝は、6月上旬に行われた多功勢による追撃は後世の脚色である可能性が高いと主張している。その他にも討ち取られた佐野小太郎は佐野豊綱ではなく、豊綱の嫡男である可能性も指摘している。